# Grand Prix automobile de Nouvelle-Angleterre 2017
Navigation
Édition précédente Édition suivante
La 27e édition du Grand Prix automobile de Nouvelle-Angleterre 2017 (officiellement appelé le 2017 Northeast Grand Prix) a été une course de voitures de sport organisée sur le Lime Rock Park en Connecticut, aux États-Unis, qui s'est déroulée du 21 juillet 2017 au 22 juillet 2017. Il s'agissait de la huitième manche du championnat United SportsCar Championship 2017 et seuls les catégories GTLM et GTD de voitures du championnat ont participé à la course.

## Circuit
Le Lime Rock Park est un circuit naturel de sports mécaniques situé à Lime Rock dans le Connecticut aux États-Unis.
Lime Rock est unique parmi les circuits américains professionnels car c'est le seul qui ne possède pas de tribunes ou de gradins. De petites collines à l'intérieur et à l'extérieur de la piste permettent aux spectateurs une bonne visibilité de la piste. Il y règne une atmosphère de pique-nique grâce à l'environnement alentour semblable à un parc. En 2009, le circuit a été inscrit au Registre national des lieux historiques.
Lime Rock Park est un circuit rapide et fluide avec une seule vraie zone de freinage, située dans le virage 1, appelée Big Bend. Le rythme, le dynamisme et la connaissance du circuit sont les clés pour réaliser un tour rapide.

## Engagés
La liste officielle des engagés était composée de 25 voitures, dont 8 en Grand Touring Le Mans et 17 en Grand Touring Daytona.

## Qualifications
| Pos. | Classe | N°  | Équipe                                   | Pilote            | Temps    | Tours |
| ---- | ------ | --- | ---------------------------------------- | ----------------- | -------- | ----- |
| 1    | GTLM   | 912 | Porsche GT Team                          | Gianmaria Bruni   | 50 s 404 | 8     |
| 2    | GTLM   | 67  | Ford Chip Ganassi Racing                 | Richard Westbrook | 50 s 540 | 7     |
| 3    | GTLM   | 911 | Porsche GT Team                          | Dirk Werner       | 50 s 606 | 6     |
| 4    | GTLM   | 24  | BMW Team RLL                             | John Edwards      | 50 s 681 | 7     |
| 5    | GTLM   | 4   | Corvette Racing                          | Tommy Milner      | 50 s 720 | 9     |
| 6    | GTLM   | 3   | Corvette Racing                          | Jan Magnussen     | 50 s 730 | 10    |
| 7    | GTLM   | 66  | Ford Chip Ganassi Racing                 | Dirk Müller       | 50 s 806 | 7     |
| 8    | GTLM   | 25  | BMW Team RLL                             | Bill Auberlen     | 50 s 939 | 8     |
| 9    | GTD    | 48  | Paul Miller Racing                       | Madison Snow      | 52 s 508 | 10    |
| 10   | GTD    | 54  | CORE Autosport                           | Colin Braun       | 52 s 699 | 8     |
| 11   | GTD    | 28  | Alegra Motorsports                       | Patrick Long      | 52 s 836 | 4     |
| 12   | GTD    | 15  | 3GT Racing                               | Jack Hawksworth   | 52 s 876 | 7     |
| 13   | GTD    | 96  | Turner Motorsport                        | Jens Klingmann    | 52 s 937 | 9     |
| 14   | GTD    | 73  | Park Place Motorsports                   | Patrick Lindsey   | 52 s 947 | 4     |
| 15   | GTD    | 57  | Stevenson Motorsports                    | Andrew Davis      | 52 s 960 | 8     |
| 16   | GTD    | 93  | Michael Shank Racing avec Curb Agajanian | Katherine Legge   | 52 s 961 | 13    |
| 17   | GTD    | 63  | Scuderia Corsa                           | Christina Nielsen | 53 s 010 | 12    |
| 18   | GTD    | 007 | TRG                                      | Brandon Davis     | 53 s 107 | 6     |
| 19   | GTD    | 14  | 3GT Racing                               | Sage Karam        | 53 s 140 | 7     |
| 20   | GTD    | 33  | Riley Motorsports - Team AMG             | Ben Keating       | 53 s 194 | 6     |
| 21   | GTD    | 86  | Michael Shank Racing avec Curb Agajanian | Oswaldo Negri Jr. | 53 s 197 | 8     |
| 22   | GTD    | 16  | Change Racing                            | Corey Lewis       | 53 s 294 | 5     |
| 23   | GTD    | 75  | SunEnergy1 Racing                        | Kenny Habul       | 53 s 500 | 9     |
| 24   | GTD    | 50  | Riley Motorsports - WeatherTech Racing   | Cooper MacNeil    | 53 s 629 | 14    |
| 25   | GTD    | 23  | Alex Job Racing                          | Bill Sweedler     | 53 s 998 | 14    |

## Course

### Classement de la course
- Les vainqueurs de chaque catégorie sont signalés par un fond jauni.
- Pour la colonne Pneus, il faut passer le curseur au-dessus du modèle pour connaître le manufacturier de pneumatiques.

| Pos | Classe | no  | Écurie                                   | Pilotes                             | Châssis                       | Pneus | Tours | Temps               |
| Pos | Classe | no  | Écurie                                   | Pilotes                             | Moteur                        | Pneus | Tours | Temps               |
| --- | ------ | --- | ---------------------------------------- | ----------------------------------- | ----------------------------- | ----- | ----- | ------------------- |
| 1   | GTLM   | 911 | Porsche GT Team                          | Patrick Pilet Dirk Werner           | Porsche 911 RSR               | M     | 181   | 2 h 40 min 18 s 956 |
| 1   | GTLM   | 911 | Porsche GT Team                          | Patrick Pilet Dirk Werner           | Porsche 4.0 L Flat-6          | M     | 181   | 2 h 40 min 18 s 956 |
| 2   | GTLM   | 912 | Porsche GT Team                          | Laurens Vanthoor Gianmaria Bruni    | Porsche 911 RSR               | M     | 181   | + 14 s 500          |
| 2   | GTLM   | 912 | Porsche GT Team                          | Laurens Vanthoor Gianmaria Bruni    | Porsche 4.0 L Flat-6          | M     | 181   | + 14 s 500          |
| 3   | GTLM   | 24  | BMW Team RLL                             | John Edwards Martin Tomczyk         | BMW M6 GTLM                   | M     | 181   | + 39 s 946          |
| 3   | GTLM   | 24  | BMW Team RLL                             | John Edwards Martin Tomczyk         | BMW 4.4 L Turbo V8            | M     | 181   | + 39 s 946          |
| 4   | GTLM   | 3   | Corvette Racing                          | Jan Magnussen Antonio García        | Chevrolet Corvette C7.R       | M     | 181   | + 40 s 203          |
| 4   | GTLM   | 3   | Corvette Racing                          | Jan Magnussen Antonio García        | Chevrolet LT5.5 5.5 L V8      | M     | 181   | + 40 s 203          |
| 5   | GTLM   | 67  | Ford Chip Ganassi Racing                 | Ryan Briscoe Richard Westbrook      | Ford GT                       | M     | 181   | + 52 s 302          |
| 5   | GTLM   | 67  | Ford Chip Ganassi Racing                 | Ryan Briscoe Richard Westbrook      | Ford EcoBoost 3.5 L Turbo V6  | M     | 181   | + 52 s 302          |
| 6   | GTLM   | 25  | BMW Team RLL                             | Bill Auberlen Alexander Sims        | BMW M6 GTLM                   | M     | 180   | + 1 tour            |
| 6   | GTLM   | 25  | BMW Team RLL                             | Bill Auberlen Alexander Sims        | BMW 4.4 L Turbo V8            | M     | 180   | + 1 tour            |
| 7   | GTLM   | 66  | Ford Chip Ganassi Racing                 | Dirk Müller Joey Hand               | Ford GT                       | M     | 177   | + 4 tours           |
| 7   | GTLM   | 66  | Ford Chip Ganassi Racing                 | Dirk Müller Joey Hand               | Ford EcoBoost 3.5 L Turbo V6  | M     | 177   | + 4 tours           |
| 8   | GTD    | 73  | Park Place Motorsports                   | Patrick Lindsey Jörg Bergmeister    | Porsche 911 GT3 R             | C     | 175   | + 6 tours           |
| 8   | GTD    | 73  | Park Place Motorsports                   | Patrick Lindsey Jörg Bergmeister    | Porsche 4.0 L Flat-6          | C     | 175   | + 6 tours           |
| 9   | GTD    | 48  | Paul Miller Racing                       | Bryan Sellers Madison Snow          | Lamborghini Huracán GT3       | C     | 175   | + 6 tours           |
| 9   | GTD    | 48  | Paul Miller Racing                       | Bryan Sellers Madison Snow          | Lamborghini 5.2 L V10         | C     | 175   | + 6 tours           |
| 10  | GTD    | 28  | Alegra Motorsports                       | Daniel Morad Patrick Long           | Porsche 911 GT3 R             | C     | 175   | + 6 tours           |
| 10  | GTD    | 28  | Alegra Motorsports                       | Daniel Morad Patrick Long           | Porsche 4.0 L Flat-6          | C     | 175   | + 6 tours           |
| 11  | GTD    | 57  | Stevenson Motorsports                    | Lawson Aschenbach Andrew Davis      | Audi R8 LMS                   | C     | 174   | + 7 tours           |
| 11  | GTD    | 57  | Stevenson Motorsports                    | Lawson Aschenbach Andrew Davis      | Audi 5.2 L V10                | C     | 174   | + 7 tours           |
| 12  | GTD    | 93  | Michael Shank Racing avec Curb Agajanian | Andy Lally Katherine Legge          | Acura NSX GT3                 | C     | 174   | + 7 tours           |
| 12  | GTD    | 93  | Michael Shank Racing avec Curb Agajanian | Andy Lally Katherine Legge          | Acura 3.5 L Turbo V6          | C     | 174   | + 7 tours           |
| 13  | GTD    | 63  | Scuderia Corsa                           | Christina Nielsen Alessandro Balzan | Ferrari 488 GT3               | C     | 174   | + 7 tours           |
| 13  | GTD    | 63  | Scuderia Corsa                           | Christina Nielsen Alessandro Balzan | Ferrari F154CB 3.9 L Turbo V8 | C     | 174   | + 7 tours           |
| 14  | GTD    | 15  | 3GT Racing                               | Jack Hawksworth Robert Alon         | Lexus RC F GT3                | C     | 174   | + 7 tours           |
| 14  | GTD    | 15  | 3GT Racing                               | Jack Hawksworth Robert Alon         | Lexus 5.0 L V8                | C     | 174   | + 7 tours           |
| 15  | GTD    | 23  | Alex Job Racing                          | Bill Sweedler Townsend Bell         | Audi R8 LMS                   | C     | 173   | + 8 tours           |
| 15  | GTD    | 23  | Alex Job Racing                          | Bill Sweedler Townsend Bell         | Audi 5.2 L V10                | C     | 173   | + 8 tours           |
| 16  | GTD    | 86  | Michael Shank Racing avec Curb Agajanian | Jeff Segal Oswaldo Negri Jr.        | Acura NSX GT3                 | C     | 173   | + 8 tours           |
| 16  | GTD    | 86  | Michael Shank Racing avec Curb Agajanian | Jeff Segal Oswaldo Negri Jr.        | Acura 3.5 L Turbo V6          | C     | 173   | + 8 tours           |
| 17  | GTD    | 50  | Riley Motorsports - WeatherTech Racing   | Cooper MacNeil Gunnar Jeannette     | Mercedes-AMG GT3              | C     | 173   | + 8 tours           |
| 17  | GTD    | 50  | Riley Motorsports - WeatherTech Racing   | Cooper MacNeil Gunnar Jeannette     | Mercedes-AMG M159 6.2 L V8    | C     | 173   | + 8 tours           |
| 18  | GTD    | 16  | Change Racing                            | Jeroen Mul Corey Lewis              | Lamborghini Huracán GT3       | C     | 173   | + 8 tours           |
| 18  | GTD    | 16  | Change Racing                            | Jeroen Mul Corey Lewis              | Lamborghini 5.2 L V10         | C     | 173   | + 8 tours           |
| 19  | GTD    | 14  | 3GT Racing                               | Sage Karam Scott Pruett             | Lexus RC F GT3                | C     | 171   | + 10 tours          |
| 19  | GTD    | 14  | 3GT Racing                               | Sage Karam Scott Pruett             | Lexus 5.0 L V8                | C     | 171   | + 10 tours          |
| 20  | GTD    | 007 | TRG                                      | James Davison Brandon Davis         | Aston Martin Vantage GT3      | C     | 164   | Abd                 |
| 20  | GTD    | 007 | TRG                                      | James Davison Brandon Davis         | Aston Martin 6.0 L V12        | C     | 164   | Abd                 |
| 21  | GTD    | 96  | Turner Motorsport                        | Jens Klingmann Jesse Krohn          | BMW M6 GT3                    | C     | 163   | + 18 tours          |
| 21  | GTD    | 96  | Turner Motorsport                        | Jens Klingmann Jesse Krohn          | BMW 4.4 L Turbo V8            | C     | 163   | + 18 tours          |
| 22  | GTLM   | 4   | Corvette Racing                          | Oliver Gavin Tommy Milner           | Chevrolet Corvette C7.R       | M     | 151   | + 30 tours          |
| 22  | GTLM   | 4   | Corvette Racing                          | Oliver Gavin Tommy Milner           | Chevrolet LT5.5 5.5 L V8      | M     | 151   | + 30 tours          |
| 23  | GTD    | 33  | Riley Motorsports - Team AMG             | Ben Keating Jeroen Bleekemolen      | Mercedes-AMG GT3              | C     | 125   | Abd                 |
| 23  | GTD    | 33  | Riley Motorsports - Team AMG             | Ben Keating Jeroen Bleekemolen      | Mercedes-AMG M159 6.2 L V8    | C     | 125   | Abd                 |
| 24  | GTD    | 75  | SunEnergy1 Racing                        | Tristan Vautier Dion von Moltke     | Mercedes-AMG GT3              | C     | 69    | Abd                 |
| 24  | GTD    | 75  | SunEnergy1 Racing                        | Tristan Vautier Dion von Moltke     | Mercedes-AMG M159 6.2 L V8    | C     | 69    | Abd                 |
| 25  | GTD    | 54  | CORE Autosport                           | Jon Bennett Colin Braun             | Porsche 911 GT3 R             | C     | 39    | Abd                 |
| 25  | GTD    | 54  | CORE Autosport                           | Jon Bennett Colin Braun             | Porsche 4.0 L Flat-6          | C     | 39    | Abd                 |

## Pole position et record du tour
- Pole position :  Laurens Vanthoor (#912 Porsche 911 RSR) en 50 s 404
- Meilleur tour en course :  Antonio García (#3 Corvette Racing) en 50 s 780

## Tours en tête
- 912 Porsche 911 RSR - Porsche GT Team : 56 tours (1-56)[4]
- 911 Porsche 911 RSR - Porsche GT Team : 78 tours (57-58 / 87-107 / 127-181)
- #25 BMW M6 GTLM - BMW Team RLL : 12 tours (59-67 / 108-110)
- #67 Ford GT - Ford Chip Ganassi Racing : 19 tours (68-86)
- #3 Chevrolet Corvette C7.R - Corvette Racing : 16 tours (111-126)

## À noter
- Longueur du circuit : 1,474 miles
- Distance parcourue par les vainqueurs : 266,794 miles